# Čarovnica iz Blaira
Čarovnica iz Blaira (v izvirniku angleško The Blair Witch Project) je ameriška grozljivka žanra najdenih posnetkov režiserjev in scenaristov Daniela Myricka in Eduarda Sancheza iz leta 1999. Film sledi izmišljeni zgodbi treh študentov, snemalcev (Heather Donahue, Michael C. Williams, in Joshua Leonard), ki so leta 1994 izginili med taborjenjem v Black Hills blizu Burkittsvilla (Maryland) med snemanjem prispevka o lokalni legendi o čarovnici iz Blaira. Študenti so izginili brez sledu, njihove video posnetke pa so našli leto dni pozneje in prenesli na filmska platna. 
Film so nepričakovano dobro sprejeli kritiki, in z več kot 248 milijoni $ prihodkov je postal eden najuspešnejših neodvisnih filmov vseh časov. Film je prišel na DVD 26. oktobra 1999 in na Blu-ray leta 2010.
Nadaljevanje Čarovnica iz Blaira 2: Knjiga senc (Book of Shadows: Blair Witch 2) je izšlo 27. oktobra 2000. Naslednji del je bil načrtovan za naslednje leto, vendar ni bil nikoli realiziran. 2. septembra 2009 sta Sánchez in Myrick začela načrtovati tretji film. Trilogija videoiger, ki so temeljile na filmih, je bila izdana leta 2000. S Čarovnico iz Blaira je povezanih tudi nekaj romanov in stripov. 22. julija 2016 je bil predstavljen napovednik nadaljevanja z naslovom Čarovnica iz Blaira (Blair Witch), ki ga je režiral Adama Wingarda. Izšel je 16. septembra 2016.

## Legenda
Zgodba za film je legenda, ki sta si jo izmislila Sánchez in Myrick. Podrobneje je bila opisana v dokumentarcu Prekletstvo Čarovnice iz Blaira (The Curse of the Blair Witch), ki je bil predvajan na programu SciFi Channel leta 1999 ob izidu Čarovnice iz Blaira. Sánchez in Myrick sta ustvarila tudi spletno stran, kjer je legenda še podrobneje opisana. 
Legenda opisuje nekatere umore in izginotja prebivalcev Blaira, Maryland (izmišljen kraj blizu Burkittsvilla), od 18. do 20. stoletja. Prebivalci so za te dogodke krivili duh Elly Kedward, prebivalko Blaira, ki naj bi izvajala čarovništvo leta 1785 in bila obsojena na smrt. Prekletstvo Čarovnice iz Blaira predstavlja legendo kot resnično, saj jo prikazuje skozi članke v časopisih in intervjuje.

## Vsebina
Oktobra 1994 so študentje Heather, Mike in Josh nameravali posneti dokumentarec o zloglasni Čarovnici iz Blaira. Odpravili so se v Burkittsville, Maryland in spraševali prebivalce o legendi. Domačini so jim povedali, da je puščavnik Rustin Parr, ki je živel v gozdu, ugrabil in umoril osem otrok okrog leta 1940. Študentje prespijo v motelu in naslednji dan se odpravijo v gozdove Burkittsvilla, da bi raziskali legendo. Med potjo srečajo dva ribiča in eden izmed njih jih posvari, da v gozdovih straši. Prav tako jim pove o mladem dekletu Robin Weaver, ki je izginila leta 1888; ko se je vrnila je pripovedovala o ''stari ženski, katere stopala se niso nikoli dotaknila tal.'' Drugi ribič pa tej zgodbi ne verjame. Študentje se odpravijo do Coffin Rocka, kjer so v 19. stoletju našli pet moških umorjenih v smislu obreda, njihova trupla pa so izginila.
Odpravijo se bolj globoko v gozd, kjer naslednji dan najdejo nekakšno staro pokopališče s sedmimi majhnimi spomeniki. Tam se tudi utaborijo. Tisto noč slišijo premikanje vej iz vseh strani okoli šotora toda menijo, da gre za živali ali domačine. Naslednji dan se želijo vrniti do avtomobila, vendar jih prej ujame tema zato se spet utaborijo. Tudi to noč slišijo šušljanje vej, vendar ne vedo kdo ali kaj to povzroča. 
Zjutraj najdejo tri podobne spomenike kot so jih našli prej, kar jih prestraši. Tekom dneva Heather začne pogrešati zemljevid in Mike prizna, da je ga je prejšnji dan vrgel stran, zato ga Heather in Josh jezna napadeta. Zavejo se, da so se izgubili, zato se odločijo iti na jug. Tako prispejo do dela, kjer je ogromno človeku podobnih lutk narejenih iz vej, ki visijo iz dreves. Tudi tisto noč slišijo zvoke, skupaj s smejanjem otrok in drugimi čudnimi zvoki. Potem, ko neznana sila začne tresti šotor, v paniki pobegnejo in se skrijejo po gozdu do zore. 
Ko se vrnejo do šotora odkrijejo, da so njihove stvari razmetane. Nadaljujejo s hojo, kjer pridejo do reke, katero so prečkali že prej. Ugotovijo, da so hodili v krogu, kljub temu, da so hodili ves čas proti jugu. Josh začne za vso dogajanje obtoževati Heather, saj ves čas snema vso dogajanje. 
Josh naslednje jutro izgine in Heather ter Mike ga nekaj časa iščeta, nato pa nadaljujeta pot. Tisto noč slišita Joshove krike, vendar ga ne moreta izslediti zaradi teme. Menita, da so Joshovi kriki le prevara čarovnice, da bi ju zvabila iz šotora. 
Naslednji dan Heather najde nekaj palic, ki so zvezane z Joshovo majico. Ko jih razpre, v njej najde krvave madeže, zob, nekaj las in nekaj kar je videti kot kos jezika. Čeprav jo odkritje prestraši se odloči, da ne bo povedala Miku. Tisto noč Heather posname opravičilo svoji, Joshovi in Mikovi družini, ter prevzame odgovornost za vso dogajanje. 
Spet slišita Joshove krike, ki ju privedejo do stare zapuščene hiše, ki ima po stenah polno krvavih madežev otroških rok. Mike steče po stopnicah navzgor, Heather pa mu sledi. Mike trdi, da sliši Josha v kleti zato steče dol, Heather pa mu skuša slediti. Ko pride do kleti, Mika neznana sila napade, zato odvrže kamero in pade v tišini. Heather v krikih pride do kleti, kjer najde Mika obrnjenega proti kotu. Neznana sila napade tudi Heather, ki odvrže kamero in nastane tišina. Kamera snema še nekaj časa, nato pa ugasne.  